# Площадь Авиаторов (Чернигов)
Площадь Авиаторов (укр. Площа Авіаторів) — площадь в Деснянском районе Чернигова на пересечении улиц Курсанта Еськова и Стрелецкая.

## История
15 августа 2015 года была открыта площадь Авиаторов — присвоено название. Планируется благоустройство.
Согласно концепции развития озеленения города Чернигова на 2012-2025 годы, предполагается реконструкция зелёной зоны и благоустройства вдоль начала улицы Еськова под «бульвар Авиаторов», что непосредственно южнее площади Авиаторов.

## Описание
Движение не урегулировано светофорами. На площади расположен монумент военного самолета МиГ-21.  
Западнее улицы Курсанта Еськова расположена многоэтажная жилая застройка (по улице Лётная), восточнее — парковая территория и усадебная застройка (по улице Юрия Мезенцева). Севернее площади расположена территория учебно-научного института экономики технологического университета (до 1995 года территория училища лётчиков).
Транспорт:
- троллейбусных маршрутов нет.
- автобус/марш. такси маршрутов № 7, 26, 37 остановка Улица Стрелецкая.